# دیمن زندی
دیمِن زندی بازیگر اهل سنندج، ایران است. او برای بازی در فیلم ره‌شه‌با: باد سیاه برندهٔ جایزهٔ بهترین بازیگر زن جشنواره آسیا پاسیفیک لس آنجلس شد. فیلم ره‌شه‌با: باد سیاه نمایندهٔ عراق در بخش بهترین فیلم خارجی‌زبان جایزهٔ اسکار ۲۰۱۸ بود که در جمع ۹ فیلم قرار نگرفت.

## فیلم‌شناسی
| سال  | عنوان فیلم در فارسی | عنوان اصلی         | کارگردان       |
| ---- | ------------------- | ------------------ | -------------- |
| ۲۰۱۵ | خاطرات اسب سیاه     | Bîranîna hespa res | شهرام علیدی    |
| ۲۰۱۶ | ره‌شه‌با: باد سیاه    | Reseba             | حسین حسن       |
| ۲۰۲۳ | ملودی               | MELODY             | بهروز سبط رسول |